# Eupithecia longifimbria
Eupithecia longifimbria är en fjärilsart som beskrevs av W. Warren 1897. Eupithecia longifimbria ingår i släktet Eupithecia och familjen mätare. Inga underarter finns listade i Catalogue of Life.